# KNVB-Pokal 1967/68
Der KNVB-Pokal 1967/68 war die 50. Auflage des niederländischen Fußball-Pokalwettbewerbs. Pokalsieger wurde ADO Den Haag. Das Team setzte sich im Finale gegen Titelverteidiger Ajax Amsterdam durch. Für ADO war es nach vier Endspielniederlagen in den letzten neun Jahren der erste Pokalsieg. Das Team qualifizierte sich dadurch für den Europapokal der Pokalsieger.

## Modus
Die 57 Mannschaften wurden zunächst in 14 regionale Gruppen eingeteilt. In jeder Gruppe spielten die Mannschaften jeweils einmal gegeneinander. Die Gruppenersten der 13 Gruppen mit vier Teams erreichten die 2. Runde. Auch der Zweite der Gruppe mit fünf Mannschaften kam weiter. Das sechzehnte Team, das sich für die 2. Runde qualifizierte, war der beste Zweite der anderen Gruppen. Ab der 2. Runde wurde bei unentschiedenem Ausgang eine Verlängerung von maximal 7½ Minuten gespielt. Stand danach kein Sieger fest, folgte ein Elfmeterschießen. Dabei führte jedes Team die fünf Elfmeter nacheinander aus.
Teilnehmer: Alle 18 Mannschaften der Eredivisie, alle 19 Mannschaften aus der Eerste Divisie und alle 20 Teams aus der Tweede Divisie.

## Gruppenphase

### Gruppe 1
| Datum      |               | Ergebnis |                |
| ---------- | ------------- | -------- | -------------- |
| 31.12.1967 | SC Cambuur    | 2:1      | GVAV Rapiditas |
| 31.12.1967 | VV Veendam    | 4:0      | VV Heerenveen  |
| 25.02.1968 | VV Heerenveen | 0:0      | SC Cambuur     |
| 25.02.1968 | VV Veendam    | 1:1      | GVAV Rapiditas |
| 24.03.1968 | SC Cambuur    | 1:2      | VV Veendam     |
| 24.03.1968 | VV Heerenveen | 1:1      | GVAV Rapiditas |

| Pl. | Verein         | Sp. | S | U | N | Tore    | Quote | Punkte |
| --- | -------------- | --- | - | - | - | ------- | ----- | ------ |
| 1.  | VV Veendam     | 3   | 2 | 1 | 0 | 007:200 | 3,50  | 05:10  |
| 2.  | SC Cambuur     | 3   | 1 | 1 | 1 | 003:300 | 1,00  | 03:30  |
| 3.  | GVAV Rapiditas | 3   | 0 | 2 | 1 | 003:400 | 0,75  | 02:40  |
| 4.  | VV Heerenveen  | 3   | 0 | 2 | 1 | 001:500 | 0,20  | 02:40  |

### Gruppe 2
| Datum      |                  | Ergebnis |                  |
| ---------- | ---------------- | -------- | ---------------- |
| 31.12.1967 | SC Drente        | 0:1      | FC Twente '65    |
| 31.12.1967 | BV De Graafschap | 2:0      | Heracles Almelo  |
| 25.02.1968 | BV De Graafschap | 3:1      | SC Drente        |
| 19.03.1968 | FC Twente '65    | 1:0      | Heracles Almelo  |
| 24.03.1968 | Heracles Almelo  | 1:1      | SC Drente        |
| 24.03.1968 | FC Twente '65    | 3:1      | BV De Graafschap |

| Pl. | Verein           | Sp. | S | U | N | Tore    | Quote | Punkte |
| --- | ---------------- | --- | - | - | - | ------- | ----- | ------ |
| 1.  | FC Twente '65    | 3   | 3 | 0 | 0 | 005:100 | 5,00  | 06:0   |
| 2.  | BV De Graafschap | 3   | 2 | 0 | 1 | 006:400 | 1,50  | 04:20  |
| 3.  | Heracles Almelo  | 3   | 0 | 1 | 2 | 002:500 | 0,40  | 01:50  |
| 4.  | SC Drente        | 3   | 0 | 1 | 2 | 001:400 | 0,25  | 01:50  |

### Gruppe 3
| Datum      |                   | Ergebnis |                   |
| ---------- | ----------------- | -------- | ----------------- |
| 31.12.1967 | PEC Zwolle        | 2:1      | SV Zwolsche Boys  |
| 25.02.1968 | AGOVV Apeldoorn   | 1:1      | PEC Zwolle        |
| 25.02.1968 | SV Zwolsche Boys  | 0:5      | Go Ahead Deventer |
| 29.02.1968 | AGOVV Apeldoorn   | 0:2      | Go Ahead Deventer |
| 24.03.1968 | Go Ahead Deventer | 3:0      | PEC Zwolle        |
| 24.03.1968 | SV Zwolsche Boys  | 2:2      | AGOVV Apeldoorn   |

| Pl. | Verein            | Sp. | S | U | N | Tore    | Quote | Punkte |
| --- | ----------------- | --- | - | - | - | ------- | ----- | ------ |
| 1.  | Go Ahead Deventer | 3   | 3 | 0 | 0 | 010:000 | ∞     | 06:0   |
| 2.  | PEC Zwolle        | 3   | 1 | 1 | 1 | 003:500 | 0,60  | 03:30  |
| 3.  | AGOVV Apeldoorn   | 3   | 0 | 2 | 1 | 003:500 | 0,60  | 02:40  |
| 4.  | SV Zwolsche Boys  | 3   | 0 | 1 | 2 | 003:900 | 0,33  | 01:50  |

### Gruppe 4
| Datum      |                 | Ergebnis |                 |
| ---------- | --------------- | -------- | --------------- |
| 31.12.1967 | HVC Amersfoort  | 1:1      | Vitesse Arnheim |
| 31.12.1967 | NEC Nijmegen    | 2:1      | WVV Wageningen  |
| 25.02.1968 | NEC Nijmegen    | 3:0      | HVC Amersfoort  |
| 25.02.1968 | WVV Wageningen  | 2:3      | Vitesse Arnheim |
| 24.03.1968 | HVC Amersfoort  | 1:1      | WVV Wageningen  |
| 24.03.1968 | Vitesse Arnheim | 1:1      | NEC Nijmegen    |

| Pl. | Verein          | Sp. | S | U | N | Tore    | Quote | Punkte |
| --- | --------------- | --- | - | - | - | ------- | ----- | ------ |
| 1.  | NEC Nijmegen    | 3   | 2 | 1 | 0 | 006:200 | 3,00  | 05:10  |
| 2.  | Vitesse Arnheim | 3   | 1 | 2 | 0 | 005:400 | 1,25  | 04:20  |
| 3.  | HVC Amersfoort  | 3   | 0 | 2 | 1 | 002:500 | 0,40  | 02:40  |
| 4.  | WVV Wageningen  | 3   | 0 | 1 | 2 | 004:600 | 0,67  | 01:50  |

### Gruppe 5
| Datum      |               | Ergebnis |               |
| ---------- | ------------- | -------- | ------------- |
| 31.12.1967 | VV Elinkwijk  | 5:1      | FC Hilversum  |
| 24.02.1968 | Velox Utrecht | 1:0      | FC Hilversum  |
| 25.02.1968 | VV Elinkwijk  | 4:0      | DOS Utrecht   |
| 10.03.1968 | DOS Utrecht   | 1:3      | Velox Utrecht |
| 24.03.1968 | FC Hilversum  | 2:2      | DOS Utrecht   |
| 24.03.1968 | Velox Utrecht | 0:0      | VV Elinkwijk  |

| Pl. | Verein        | Sp. | S | U | N | Tore    | Quote | Punkte |
| --- | ------------- | --- | - | - | - | ------- | ----- | ------ |
| 1.  | VV Elinkwijk  | 3   | 2 | 1 | 0 | 009:100 | 9,00  | 05:10  |
| 2.  | Velox Utrecht | 3   | 2 | 1 | 0 | 004:100 | 4,00  | 05:10  |
| 3.  | FC Hilversum  | 3   | 0 | 1 | 2 | 003:800 | 0,38  | 01:50  |
| 4.  | DOS Utrecht   | 3   | 0 | 1 | 2 | 003:900 | 0,33  | 01:50  |

### Gruppe 6
| Datum      |                 | Ergebnis |                 |
| ---------- | --------------- | -------- | --------------- |
| 31.12.1967 | AZ '67 Alkmaar  | 1:1      | DWS Amsterdam   |
| 25.02.1968 | DWS Amsterdam   | 2:1      | RKSV Volendam   |
| 25.02.1968 | Zaanlandsche FC | 0:0      | AZ '67 Alkmaar  |
| 10.03.1968 | RKSV Volendam   | 4:0      | Zaanlandsche FC |
| 24.03.1968 | RKSV Volendam   | 1:0      | AZ '67 Alkmaar  |
| 24.03.1968 | Zaanlandsche FC | 1:0      | DWS Amsterdam   |

| Pl. | Verein          | Sp. | S | U | N | Tore    | Quote | Punkte |
| --- | --------------- | --- | - | - | - | ------- | ----- | ------ |
| 1.  | RKSV Volendam   | 3   | 2 | 0 | 1 | 006:200 | 3,00  | 04:20  |
| 2.  | DWS Amsterdam   | 3   | 1 | 2 | 0 | 004:300 | 1,33  | 04:20  |
| 3.  | AZ '67 Alkmaar  | 3   | 0 | 2 | 1 | 001:200 | 0,50  | 02:40  |
| 4.  | Zaanlandsche FC | 3   | 0 | 2 | 1 | 001:500 | 0,20  | 02:40  |

### Gruppe 7
| Datum      |                     | Ergebnis |                     |
| ---------- | ------------------- | -------- | ------------------- |
| 31.12.1967 | Ajax Amsterdam      | 4:1      | AVV De Volewijckers |
| 31.12.1967 | Blauw Wit Amsterdam | 1:0      | SC Gooiland         |
| 25.02.1968 | SC Gooiland         | 1:4      | Ajax Amsterdam      |
| 25.02.1968 | AVV De Volewijckers | 0:2      | Blauw Wit Amsterdam |
| 24.03.1968 | Ajax Amsterdam      | 1:0      | Blauw Wit Amsterdam |
| 24.03.1968 | AVV De Volewijckers | 2:0      | SC Gooiland         |

| Pl. | Verein              | Sp. | S | U | N | Tore    | Quote | Punkte |
| --- | ------------------- | --- | - | - | - | ------- | ----- | ------ |
| 1.  | Ajax Amsterdam      | 3   | 3 | 0 | 0 | 005:200 | 2,50  | 06:0   |
| 2.  | Blauw Wit Amsterdam | 3   | 2 | 0 | 1 | 003:100 | 3,00  | 04:20  |
| 3.  | AVV De Volewijckers | 3   | 1 | 0 | 2 | 003:600 | 0,50  | 02:40  |
| 4.  | SC Gooiland         | 3   | 0 | 0 | 3 | 001:700 | 0,14  | 0:60   |

### Gruppe 8
| Datum      |                  | Ergebnis |                  |
| ---------- | ---------------- | -------- | ---------------- |
| 31.12.1967 | HFC Haarlem      | 2:2      | Haarlemse FC EDO |
| 31.12.1967 | RC Heemstede     | 2:1      | SC Telstar 1963  |
| 25.02.1968 | Haarlemse FC EDO | 0:2      | SC Telstar 1963  |
| 25.02.1968 | RC Heemstede     | 2:0      | HFC Haarlem      |
| 24.03.1968 | Haarlemse FC EDO | 3:2      | RC Heemstede     |
| 24.03.1968 | SC Telstar 1963  | 2:0      | HFC Haarlem      |

| Pl. | Verein           | Sp. | S | U | N | Tore    | Quote | Punkte |
| --- | ---------------- | --- | - | - | - | ------- | ----- | ------ |
| 1.  | SC Telstar 1963  | 3   | 2 | 0 | 1 | 005:200 | 2,50  | 04:20  |
| 2.  | RC Heemstede     | 3   | 2 | 0 | 1 | 006:400 | 1,50  | 04:20  |
| 3.  | Haarlemse FC EDO | 3   | 1 | 1 | 1 | 005:600 | 0,83  | 03:30  |
| 4.  | HFC Haarlem      | 3   | 0 | 1 | 2 | 002:600 | 0,33  | 01:50  |

### Gruppe 9
| Datum      |                     | Ergebnis |                     |
| ---------- | ------------------- | -------- | ------------------- |
| 31.12.1967 | Holland Sport       | 2:0      | Fortuna Vlaardingen |
| 03.01.1968 | ADO Den Haag        | 6:1      | Xerxes/DHC '66      |
| 25.02.1968 | Xerxes/DHC '66      | 2:2      | Fortuna Vlaardingen |
| 10.03.1968 | ADO Den Haag        | 3:1      | Holland Sport       |
| 24.03.1968 | Fortuna Vlaardingen | 2:3      | ADO Den Haag        |
| 24.03.1968 | Holland Sport       | 0:0      | Xerxes/DHC '66      |

| Pl. | Verein              | Sp. | S | U | N | Tore    | Quote | Punkte |
| --- | ------------------- | --- | - | - | - | ------- | ----- | ------ |
| 1.  | ADO Den Haag        | 3   | 3 | 0 | 0 | 012:400 | 3,00  | 06:0   |
| 2.  | Holland Sport       | 3   | 1 | 1 | 1 | 003:300 | 1,00  | 03:30  |
| 3.  | Xerxes/DHC '66      | 3   | 0 | 2 | 1 | 003:800 | 0,38  | 02:40  |
| 4.  | Fortuna Vlaardingen | 3   | 0 | 1 | 2 | 004:700 | 0,57  | 01:50  |

### Gruppe 10
| Datum      |                      | Ergebnis |                      |
| ---------- | -------------------- | -------- | -------------------- |
| 31.12.1967 | Excelsior Rotterdam  | 5:0      | RBC Roosendaal       |
| 25.02.1968 | Feijenoord Rotterdam | 0:0      | Excelsior Rotterdam  |
| 25.02.1968 | RBC Roosendaal       | 0:1      | Dordrechtsche FC     |
| 14.03.1968 | Feijenoord Rotterdam | 2:1      | Dordrechtsche FC     |
| 24.03.1968 | Excelsior Rotterdam  | 3:0      | Dordrechtsche FC     |
| 24.03.1968 | RBC Roosendaal       | 2:2      | Feijenoord Rotterdam |

| Pl. | Verein               | Sp. | S | U | N | Tore    | Quote | Punkte |
| --- | -------------------- | --- | - | - | - | ------- | ----- | ------ |
| 1.  | Excelsior Rotterdam  | 3   | 2 | 1 | 0 | 008:000 | ∞     | 05:10  |
| 2.  | Feijenoord Rotterdam | 3   | 1 | 2 | 0 | 004:300 | 1,33  | 04:20  |
| 3.  | Dordrechtsche FC     | 3   | 1 | 0 | 2 | 002:500 | 0,40  | 02:40  |
| 4.  | RBC Roosendaal       | 3   | 0 | 1 | 2 | 002:800 | 0,25  | 01:50  |

### Gruppe 11
| Datum      |                  | Ergebnis |                  |
| ---------- | ---------------- | -------- | ---------------- |
| 31.12.1967 | Sparta Rotterdam | 4:0      | SVV Schiedam     |
| 07.02.1968 | FC Den Bosch ’67 | 4:0      | Hermes DVS       |
| 24.02.1968 | FC Den Bosch ’67 | 0:3      | Sparta Rotterdam |
| 25.02.1968 | Hermes DVS       | 0:4      | SVV Schiedam     |
| 24.03.1968 | Sparta Rotterdam | 3:1      | Hermes DVS       |
| 24.03.1968 | SVV Schiedam     | 0:3      | FC Den Bosch ’67 |

| Pl. | Verein           | Sp. | S | U | N | Tore    | Quote | Punkte |
| --- | ---------------- | --- | - | - | - | ------- | ----- | ------ |
| 1.  | Sparta Rotterdam | 3   | 3 | 0 | 0 | 010:100 | 10,00 | 06:0   |
| 2.  | FC Den Bosch ’67 | 3   | 2 | 0 | 1 | 007:300 | 2,33  | 04:20  |
| 3.  | SVV Schiedam     | 3   | 1 | 0 | 2 | 004:700 | 0,57  | 02:40  |
| 4.  | Hermes DVS       | 3   | 0 | 0 | 3 | 001:110 | 0,09  | 0:60   |

### Gruppe 12
| Datum      |                   | Ergebnis |                   |
| ---------- | ----------------- | -------- | ----------------- |
| 31.12.1967 | NAC Breda         | 2:0      | VV Baronie        |
| 25.02.1968 | VV Baronie        | 3:5      | Willem II Tilburg |
| 25.02.1968 | TSV NOAD          | 1:1      | NAC Breda         |
| 10.03.1968 | Willem II Tilburg | 1:1      | TSV NOAD          |
| 24.03.1968 | VV Baronie        | 2:1      | TSV NOAD          |
| 24.03.1968 | Willem II Tilburg | 2:0      | NAC Breda         |

| Pl. | Verein            | Sp. | S | U | N | Tore    | Quote | Punkte |
| --- | ----------------- | --- | - | - | - | ------- | ----- | ------ |
| 1.  | Willem II Tilburg | 3   | 2 | 1 | 0 | 008:400 | 2,00  | 05:10  |
| 2.  | NAC Breda         | 3   | 1 | 1 | 1 | 003:300 | 1,00  | 03:30  |
| 3.  | VV Baronie        | 3   | 0 | 2 | 1 | 003:400 | 0,75  | 02:40  |
| 4.  | TSV NOAD          | 3   | 1 | 0 | 2 | 005:800 | 0,63  | 02:40  |

### Gruppe 13
| Datum      |               | Ergebnis |               |
| ---------- | ------------- | -------- | ------------- |
| 31.12.1967 | PSV Eindhoven | 5:0      | Helmond Sport |
| 31.12.1967 | VVV-Venlo     | 1:0      | VV Eindhoven  |
| 23.02.1968 | VV Eindhoven  | 0:2      | PSV Eindhoven |
| 24.02.1968 | VVV-Venlo     | 0:0      | Helmond Sport |
| 24.03.1968 | Helmond Sport | 3:0      | VV Eindhoven  |
| 24.03.1968 | PSV Eindhoven | 4:0      | VVV-Venlo     |

| Pl. | Verein        | Sp. | S | U | N | Tore    | Quote | Punkte |
| --- | ------------- | --- | - | - | - | ------- | ----- | ------ |
| 1.  | PSV Eindhoven | 3   | 3 | 0 | 0 | 011:000 | ∞     | 06:0   |
| 2.  | Helmond Sport | 3   | 1 | 1 | 1 | 003:500 | 0,60  | 03:30  |
| 3.  | VVV-Venlo     | 3   | 1 | 1 | 1 | 001:400 | 0,25  | 03:30  |
| 4.  | VV Eindhoven  | 3   | 0 | 0 | 3 | 000:600 | 0,00  | 0:60   |

### Gruppe 14
| Datum      |                    | Ergebnis |                    |
| ---------- | ------------------ | -------- | ------------------ |
| 31.12.1967 | MVV Maastricht     | 4:0      | RKSV Sittardia     |
| 22.02.1968 | Fortuna SC Sittard | 2:3      | Roda JC Kerkrade   |
| 24.02.1968 | SV Limburgia       | 1:2      | RKSV Sittardia     |
| 10.03.1968 | Roda JC Kerkrade   | 3:3      | SV Limburgia       |
| 21.03.1968 | Fortuna SC Sittard | 3:3      | MVV Maastricht     |
| 24.03.1968 | SV Limburgia       | 1:1      | MVV Maastricht     |
| 24.03.1968 | RKSV Sittardia     | 4:2      | Roda JC Kerkrade   |
| 04.04.1968 | RKSV Sittardia     | 1:1      | Fortuna SC Sittard |
| 07.04.1968 | Fortuna SC Sittard | 1:1      | SV Limburgia       |
| 07.04.1968 | Roda JC Kerkrade   | 2:2      | MVV Maastricht     |

| Pl. | Verein             | Sp. | S | U | N | Tore    | Quote | Punkte |
| --- | ------------------ | --- | - | - | - | ------- | ----- | ------ |
| 1.  | MVV Maastricht     | 4   | 1 | 3 | 0 | 010:600 | 1,67  | 05:30  |
| 2.  | RKSV Sittardia     | 4   | 2 | 1 | 1 | 007:800 | 0,88  | 05:30  |
| 3.  | Roda JC Kerkrade   | 4   | 1 | 2 | 1 | 010:110 | 0,91  | 04:40  |
| 4.  | Fortuna SC Sittard | 4   | 0 | 3 | 1 | 007:800 | 0,88  | 03:50  |
| 5.  | SV Limburgia       | 4   | 0 | 3 | 1 | 006:700 | 0,86  | 03:50  |

## 2. Runde
| Datum      |                     | Ergebnis              |                   |
| ---------- | ------------------- | --------------------- | ----------------- |
| 28.04.1968 | Excelsior Rotterdam | 3:2 n. V.             | RKSV Sittardia    |
| 28.04.1968 | PSV Eindhoven       | 0:3                   | ADO Den Haag      |
| 28.04.1968 | Ajax Amsterdam      | 5:1                   | Velox Utrecht     |
| 28.04.1968 | NEC Nijmegen        | 1:1 n. V. (4:5 i. E.) | Go Ahead Deventer |
| 28.04.1968 | VV Elinkwijk        | 2:1                   | MVV Maastricht    |
| 28.04.1968 | VV Veendam          | 3:1                   | Willem II Tilburg |
| 28.04.1968 | Sparta Rotterdam    | 2:0                   | RKSV Volendam     |
| 28.04.1968 | FC Twente '65       | 3:2                   | SC Telstar 1963   |

## Viertelfinale
| Datum      |                     | Ergebnis |                   |
| ---------- | ------------------- | -------- | ----------------- |
| 08.05.1968 | Excelsior Rotterdam | 0:2      | FC Twente '65     |
| 09.05.1968 | VV Veendam          | 2:3      | ADO Den Haag      |
| 09.05.1968 | Sparta Rotterdam    | 1:2      | Go Ahead Deventer |
| 14.05.1968 | Ajax Amsterdam      | 1:0      | VV Elinkwijk      |

## Halbfinale
| Datum      |               | Ergebnis              |                   |
| ---------- | ------------- | --------------------- | ----------------- |
| 23.05.1968 | FC Twente '65 | 2:2 n. V. (1:5 i. E.) | Ajax Amsterdam    |
| 23.05.1968 | ADO Den Haag  | 1:0                   | Go Ahead Deventer |

## Finale
| ADO Den Haag                                 | ADO Den Haag | Ajax Amsterdam | Ajax Amsterdam |
| -------------------------------------------- | --- | --- | -------------- |
| ADO Den Haag                                 | \| 3. Juni 1968 in Den Haag (Zuiderparkstadion) \| \| Ergebnis: 2:1 (2:0) \| \| Zuschauer: 17.500 \| \| Schiedsrichter: Wim Schalks \| \| Spielbericht \|                                               | \| 3. Juni 1968 in Den Haag (Zuiderparkstadion) \| \| Ergebnis: 2:1 (2:0) \| \| Zuschauer: 17.500 \| \| Schiedsrichter: Wim Schalks \| \| Spielbericht \|                                     | Ajax Amsterdam |
| ADO Den Haag                                 | Ton Thie – Aad Mansveld, Kees Weimar, Harry Vos, Theo van der Burch – Joop Jochems, Piet de Zoete – Lambert Maassen, Lex Schoenmaker, Kees Aarts, Harry Heijnen Cheftrainer: Ernst Happel ( Österreich) | Gert Bals – Wim Suurbier, Ton Pronk, Velibor Vasović, Theo van Duivenbode – Barry Hulshoff – Bennie Muller, Henk Groot,– Sjaak Swart, Inge Danielsson, Piet Keizer Cheftrainer: Rinus Michels | Ajax Amsterdam |
| ADO Den Haag                                 | 1:0 Lex Schoenmaker (23.) 2:0 Kees Aarts (28.) | 2:1 Piet Keizer (48.) | Ajax Amsterdam |
| 3. Juni 1968 in Den Haag (Zuiderparkstadion) | | |                |
| Ergebnis: 2:1 (2:0)                          | | |                |
| Zuschauer: 17.500                            | | |                |
| Schiedsrichter: Wim Schalks                  | | |                |
| Spielbericht                                 | | |                |